# Cooranbong
Cooranbong är en del av en befolkad plats i Australien. Den ligger i kommunen Lake Macquarie Shire och delstaten New South Wales, i den sydöstra delen av landet, omkring 90 kilometer norr om delstatshuvudstaden Sydney. Antalet invånare är 4 480.
Närmaste större samhälle är Rathmines, omkring 13 kilometer öster om Cooranbong. 
I omgivningarna runt Cooranbong växer i huvudsak städsegrön lövskog. Runt Cooranbong är det ganska tätbefolkat, med 172 invånare per kvadratkilometer. Genomsnittlig årsnederbörd är 1 393 millimeter. Den regnigaste månaden är februari, med i genomsnitt 222 mm nederbörd, och den torraste är juli, med 42 mm nederbörd.